# Сміх (фільм, 1930)
Сміх (англ. Laughter) — американська комедійна мелодрама режисера Гаррі д'Аббаді д'Арраста 1930 року. Фільм був номінований на 4-й церемонії Оскар за найкраще літературне першоджерело. Копія фільму була збережена в Бібліотеці Конгресу.

## Сюжет
Ексцентрична комедія про молоду жінку, яка одружилася, як вона вважала, заради стабільності і матеріального добробуту. Однак вона швидко починає шкодувати про квапливе рішення, з тугою згадуючи часи юності, коли вино лилося рікою, танці були запальними, а музика ніколи не закінчувалася…

## У ролях
- Ненсі Керролл — Пеггі Гібсон
- Фредрік Марч — Пол Локрідж
- Френк Морган — C. Мортімер Гібсон
- Гленн Андерс — Ральф Ле Сейнт
- Дайан Елліс — Марджорі Гібсон
- Оллі Бергойн — Перл, покоївка Пеггі
- Леонард Кері — Бенхам, дворецький Гібсона
- Ерік Блор — гість на вечірці в костюмі ангела
- Чарльз Хелтон — Вінслоу, секретар Гібсона
- Дункан Пенварден — містер Міллер